# IC 1318
IC 1318 (również Mgławica Motyl) – mgławica emisyjna znajdująca się w konstelacji Łabędzia. Odkrył ją Edward Barnard w sierpniu 1893 roku. Mgławica ta jest odległa o 2500-5000 lat świetlnych od Ziemi w ramieniu Oriona Drogi Mlecznej. Nazwa mgławicy Motyl nawiązuje do jej kształtu, gdyż jej dwa świecące płaty są oddzielone od siebie przez długi, ciemny pas pyłowy.
IC 1318 znajduje się w pobliżu gwiazdy Sadr oraz młodej, ciasno zgrupowanej gromady gwiazd NGC 6910. IC 1318 należy do większego kompleksu mgławic Łabędzia zawierającego takie mgławice, jak mgławica Gamma Cygni skatalogowana jako Sharpless 108, Mgławica Półksiężyc, czyli NGC 6888 czy Mgławica Tulipan skatalogowana jako Sharpless 101.